# Диденхајм
Диденхајм (фр. Didenheim) насеље је и општина у источној Француској у региону Алзас, у департману Горња Рајна која припада префектури Милуз.
По подацима из 2011. године у општини је живело 1743 становника, а густина насељености је износила 392,57 становника/km². Општина се простире на површини од 4,44 km². Налази се на средњој надморској висини од 250 метара (максималној 332 m, а минималној 242 m).

## Демографија
| 1962. | 1968. | 1975. | 1982. | 1990. | 1999. | 2011. |
| ----- | ----- | ----- | ----- | ----- | ----- | ----- |
| 1.492 | 1.897 | 1.920 | 1.902 | 1.771 | 1.758 | 1.743 |

График промене броја становника у току последњих година